# Szwabia

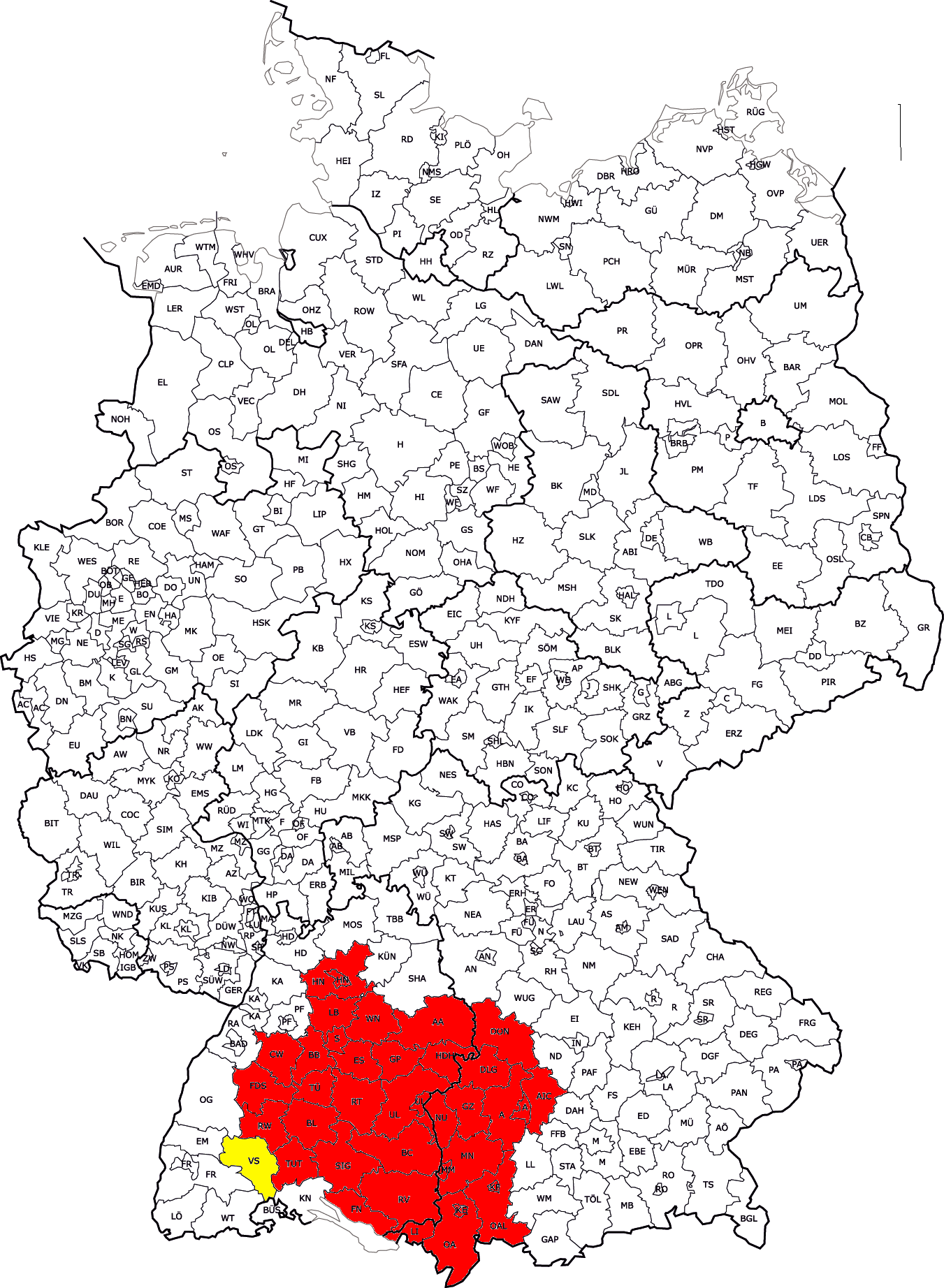
Szwabia (kolor czerwony) w granicach krajów związkowych: Badenia-Wirtembergia i Bawaria z Rejencją Szwabia (niem. Regierungsbezirk Schwaben)

Szwabia (niem. Schwaben) – niemiecka kraina historyczna. Elementem wyróżniającym i spajającym Szwabię jest dialekt szwabski, określany też jako odrębny język.

## Obszar
Obecnie na Szwabię składa się wschodnia część Badenii-Wirtembergii (dawna Wirtembergia – prócz jej północnej części należącej do Frankonii – i powstałej w 1850 roku Hohenzollernsche Lande) oraz część zachodniej Bawarii – obecnie Rejencja Szwabia (niem. Regierungsbezirk Schwaben). Szwabia to kraina kulturowa, a nie jednostka polityczna, tak więc nie istnieją dokładnie wytyczone granice. W średniowieczu uważano, że Szwabia rozpościera się na obszarze od Wogezów i Alzacji na zachodzie do rzeki Lech na wschodzie, a na południu obejmuje część dzisiejszej Szwajcarii i Austrii.

## Historia
We wczesnym średniowieczu terytorium plemienne Alemanów, potem po bitwie pod Tolbiac w 496 roku w państwie Franków, królestwo dzielnicowe Karola III Grubego. W czasach średniowiecznych należały do niej także znaczne tereny dzisiejszej Szwajcarii oraz Alzacji. W roku 1488 z inicjatywy Habsburgów południowe miasta niemieckie zawiązały sojusz zwany Związkiem Szwabskim, który stał się obok Szwajcarów i księstwa Bawarii największą siłą w południowych Niemczech. Po wojnie szwabskiej z 1499 roku Związek Szwajcarski uzyskał na stałe supremację w południowej części Szwabii. Związek Szwabski uniezależnił się w 1519 roku od książąt Wirtembergii. Związek Szwabski przestał istnieć w 1533 roku na skutek konfliktów religijnych związanych z reformacją.